# Хахам-баши
Хахам-баши (тур. Hahambaşı; араб. حاخامباشی‎, также Хахамбаши, Хахам баши) — титул главного раввина в Османской империи и в современной Турции. «Хахам» с иврита — «мудрец», «баши» с турецкого — «главный».

## История
Институт самоуправления для общин религиозных меньшинств в империи был впервые введен османским султаном Мехметом II в середине XV века сразу же после взятия им византийской столицы Константинополя в 1453 году, переименованной позже в Стамбул.
После завоевания турками Анатолии и падения Константинополя для евреев, жестоко преследуемых и изгнанных из Европы, двери новой столицы турок оказались открытыми. В самой Византии евреи подвергались преследованиям, многие вынуждены были её покинуть. В молодой мусульманской империи не было особого религиозного фанатизма, хотя еврейские общины находились в упадке в результате турецких завоеваний. Для восстановления еврейских общин османским султаном были изданы указы, которые давали право беженцам-евреям селиться в Стамбуле и других городах Османского государства, строить синагоги и школы, заниматься ремеслами и торговлей. В то время еврейская община в Стамбуле состояла в основном из сефардов — испанских, итальянских и португальских беженцев XV—XVI веков. Для автономного урегулирования жизни внутри еврейской общины оттоманские власти создали институт хахам-баши, который напоминал институт экзиларха при арабах, но с более широкими полномочиями.
Первым хахам-баши Стамбула стал Моше Капсали (1453—1496), вторым стал Элия Мизрахи (1496—1526). Численность евреев к середине XVI века в Стамбуле достигла примерно 30 тыс. человек. Знаменитый турецкий путешественник, писатель и современник Эвлия Челеби (1611—1682) указывает, что в начале XVII века в еврейских кварталах Стамбула насчитывалось 7 синагог и 12 раввинов.
В своей истории институт хахам-баши претерпевал и кризисы. Так, например, вторая половина XIX века ознаменовалась острой борьбой между различными еврейскими общинами, существовавшими на обширной территории Османской империи, относительно юрисдикции и руководства хахам-баши. Некоторые из этих противоборств завершились отстранением ряда хахам-баши.
В 1719 году по предоставлению господаря Молдавского княжества Николая Маврокордата османский султан назначил первого хахам-баши Молдавии и Валахии — врача Даниила де Фонсеку. Позже роль хахам-баши исполнял главный раввин Ясс. Должность хахам-баши в Румынии была упразднена в 1834 году.
Титул «хахам-баши» был введен в конце 1836 г. — начале 1837 г., с изданием фирмана (указ) о введении нового титула в империи. Эта мера была предпринята в рамках проводившейся в Османской империи политики преобразований (танзимат), имевшей целью модернизацию турецкого общества, и расширения прав зимми.

## Список хахам-баши Османской империи
Хахам-баши в Oсманской империи в 1454—1920 гг.
| Имя                    | Фото | Даты служения | Комментарии                                                  |
| Капсали Моше           |      | 1454—1497     | Первый хахам-баши Стамбула                                   |
| Элия Мизрахи           |      | 1497—1526     | Написал труд «Сефер ха-Мизрахи» по комментариям Раши к Торе. |
| Мордехай Комитано      |      | 1526—1542     |                                                              |
| Там Бен Яхья           |      | 1542—1543     |                                                              |
| Розанес ха-Леви Эли    |      | 1543          |                                                              |
| Эли Бен Хаим           |      | 1543—1602     |                                                              |
| Башан Йехиэль          |      | 1602—1625     |                                                              |
| Митрани Йозеф          |      | 1625—1639     |                                                              |
| Беняс Йом-Том          |      | 1639—1642     |                                                              |
| Бенякар Йом-Тов        |      | 1642—1677     |                                                              |
| Камхи Хаим             |      | 1677—1715     |                                                              |
| Бенрей Йехуда          |      | 1715—1717     |                                                              |
| Леви Шмуель            |      | 1717—1720     |                                                              |
| Розанес Абрахам        |      | 1720—1745     |                                                              |
| Альфандари Шеломо Хаим |      | 1745—1762     |                                                              |
| Йицхаки Меир           |      | 1762—1780     |                                                              |
| Паломбо Эли            |      | 1780—1800     |                                                              |
| Бенякар Хаим Якуб      |      | 1800—1835     |                                                              |
| Леви Абрахам Паша      |      | 1835—1839     |                                                              |
| Хаим Шемуэль           |      | 1839—1841     |                                                              |
| Фреско Моше            |      | 1841—1854     |                                                              |
| Авигдор Якуб           |      | 1854—1870     |                                                              |
| Герон Якир             |      | 1870—1872     | Стал раввином в 22 года.                                     |
| Леви Моше              |      | 1872—1909     |                                                              |
| Нахум Хаим Эффенди     |      | 1909—1920     |                                                              |
| Леви Шабетай           |      | 1920—1922     |                                                              |

## Список хахам-баши Турции
Хахам-баши в Турецкой Республике с 1922 по настоящее время.
| Имя                 |  | Даты служения | Комментарии |
| ------------------- |  | ------------- | --- |
| Ариэль Исак         |  | 1922—1926     | |
| Беджерано Хаим      |  | 1926—1931     | |
| Саки Хаим Исак      |  | 1931—1940     | |
| Сабан Рафаэль Давид |  | 1940—1960     | |
| Ассео Давид         |  | 1961—2002     | Служил хахам-баши в течение 40 лет, это одно самых долгих служений в истории раввината Турции. Умер 14 июля 2002 года в Стамбуле, в возрасте 88 лет. |
| Халева Исак         |  | 2003—2025     | В возрасте 7 лет переехал с семьей из Эдирне в Стамбул, где поступил на учёбу в еврейскую школу.                                                     |

## Хахам-баши Палестины
| Имя            | Фото | Даты служения | Комментарии                                                         |
| -------------- | ---- | ------------- | ------------------------------------------------------------------- |
| Махлюф Эльдауд |      | 1889—1909     | Возглавлял палестинский раввинат в Акре, Хайфе, Сафеде и Тавериаде. |

## Хахам-баши в Ираке
| Имя           | Фото | Даты служения | Комментарии |
| ------------- | ---- | ------------- | --- |
| Сасун ха-Леви |      |               | В 1879 году был низложен иракской еврейской общиной. В течение последующих 2 лет велась острая борьба между сторонниками и противниками Сасуна ха-Леви. В 1881 году хахам-баши Стамбула подтвердил правильность его низложения. |
| Аврахам Аслан |      |               | Хахам-баши Багдада. |

## Хахам-баши Египта
| Имя                | Фото | Даты служения | Комментарии |
| ------------------ | ---- | ------------- | --- |
| Хаим Бен Симон     |      | 1920—1925     | Годы жизни 1869—1925. |
| Нахум Хаим Эффенди |      | 1925—1960     | |
| Хаим Муса Дуек     |      | 1960—1974     | Последний хахам-баши Египта. Родился в Антабе, Турция в апреле 1905 г. Умер 20 августа 1974 года. Похоронен в Иерусалиме на Масличной горе (Хар Хазейтим). |